# Каскабасов, Сеит Аскарович
Сеи́т Аска́рович Каскаба́сов (каз. Сейіт Асқарұлы Қасқабасов; 24 июня 1940, Семипалатинск, Казахская ССР — 28 апреля 2025) — советский и казахстанский литературовед, фольклорист, общественный деятель Казахстана.

## Биография

### Советский период
Родился 24 июня 1940 года в Семипалатинске (ныне Семей, Восточно-Казахстанская область).
Окончил Казахский государственный педагогический институт им. Абая (1964) и аспирантуру Института литературы и искусства имени М. О. Ауэзова (1967).
С 1968 по 1970 годы — младший научный сотрудник Института литературы и искусства. С 1970 по 1979 — учёный секретарь Отделения общественных наук АН Казахской ССР. В 1979 году вернулся в Институт литературы и искусства на должность старшего научного сотрудника. С 1981 по 1983 годы работал старшим научным сотрудником Института мировой литературы имени М. Горького АН СССР. С 1983 по 1988 годы — вновь в Институте литературы и искусства: старший, затем ведущий научный сотрудник.
В 1988 году перешёл на работу в ЦК КП Казахстана. С 1988 по 1990 годы — консультант Идеологического отдела по вопросам литературы и искусства, с 1990 по 1991 годы — руководитель Центра социологии политических процессов.

### В независимом Казахстане
С 1991 по 1992 годы работал в Аппарате Президента РК.
В 1992 году стал первым председателем национальной Высшей аттестационной комиссии (ВАК РК) и возглавлял её до 1994 года. Учёный разработал её основополагающие документы и создал систему государственной аттестации научных и научно-педагогических кадров в республике, а также стал инициатором создания и первым председателем Международной ассоциации государственных органов аттестации (МАГАТ) в рамках СНГ.
С 1994 по 1995 годы — заместитель директора Института литературы и искусства имени М. О. Ауэзова НАН РК. С 1995 по 1997 годы возглавлял Рукописный центр того же института.
После образования Евразийского национального университета имени Л. Н. Гумилёва стал одним из первых приглашённых сотрудников, направленных в новую столицу (Астану) для укрепления нового университета. В 1997 году Каскабасов возглавил научно-исследовательский центр «Евразия» и факультет востоковедения.
Вернувшись в 2001 году в Алма-Ату и возглавив Институт литературы и искусства имени М. О. Ауэзова, направил усилия коллектива на осуществление не имеющих аналогов в СНГ издательских проектов: «История казахской литературы» в 10 томах, «История казахского искусства» в 3-х томах (на казахском и русском языках), «Антология казахской музыки» в пяти томах, «Мировая фольклористика» в 3-х томах, «Мировое литературоведение» в 3-х томах, «История казахского литературоведения» в 2-х томах, а также свод казахского фольклора «Бабалар сөзi» в 100 томах (уже опубликовано 56 томов), серия «Литературные памятники» в 20-ти томах (8 томов вышли в свет), Полное собрание сочинений М. О. Ауэзова в 50-ти томах (увидели свет 43 тома). С. А. Каскабасов не только руководит ими, но и сам участвует в написании разделов и глав, выпустил несколько книг в Алма-Ате и Москве.
Заведующий кафедрой казахской литературы Евразийского национального университета им. Л. Н. Гумилева.

## Общественная деятельность
Избран членом Международного общества исследователей фольклорной прозы (Финляндия, 1991). Является членом Национального совета при Президенте РК (2004) и Общественного совета по Государственной программе «Культурное наследие» при Госсекретаре РК (2004). Председатель секции «Фольклористика, литературоведение и искусствоведение» по Госпрограмме «Культурное наследие», член Комитета по Госпремиям в области литературы, искусства и архитектуры (председатель секции по литературе).
Особенно заметны заслуги Каскабасова в деле реабилитации незаслуженно репрессированных в 1930-е годы деятелей Алаш-Орды, а также выдающихся ученых в 1940-50-е годы.

## Академические звания, степени
Доктор филологических наук (1989), профессор (1996). Академик НАН РК, академик академии Чингисхана (Монголия), Международной Айтматовской академии (Кыргызстан).

## Награды
С. А. Каскабасов удостоен премии имени Ч. Валиханова НАН РК (1986), Госпремии РК (1992), премии им. Жамбыла (1996), Нагрудного знака МОН РК «За заслуги в развитии науки Казахстана» (2002), премии им. Махамбета (2003).
Награждён российскими медалями им. М. Шолохова и Петра Великого.
Лауреат Межгосударственной премии СНГ «Звёзды Содружества» 2011 года в номинации «Наука и образование» за концепцию сохранения и развития казахского фольклора.
В 2019 году получил орден Парасат.